# Vernaccia

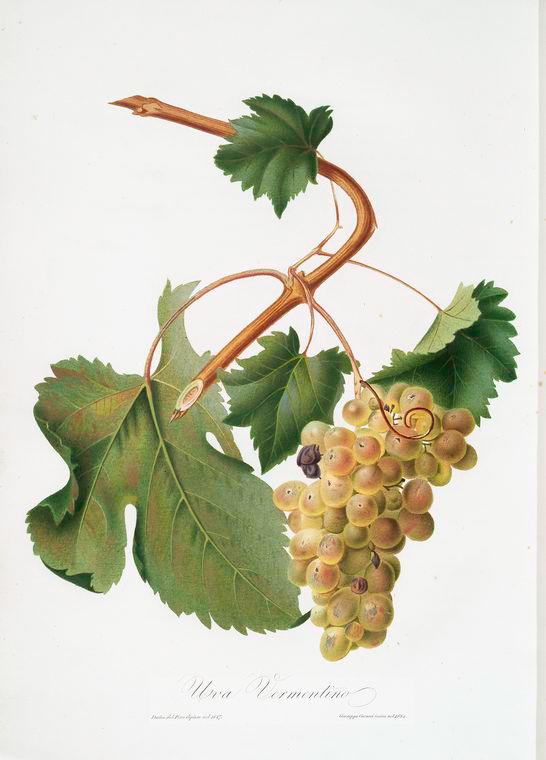
Vernaccia druif

De vernaccia is een witdruivenras, dat in Italië wordt verbouwd en meestal wordt geassocieerd met de wijn Vernaccia di San Gimignano, die wordt gemaakt van de vernaccia die rondom het stadje San Gimignano, in het noorden van de regio Toscane, wordt verbouwd.

## Historie
De "Vernaccia" komt in heel Italië voor en hoewel het witte druivenras verreweg het bekendst is, is er ook een blauwe variant. De stam van het woord "vernaccia" betekent simpelweg "plaatselijk" en er is dus geen enkele reden om aan te nemen dat een vernaccia uit het zuiden van Italië enige DNA-gelijkenis vertoont met een vernaccia uit het noorden van het land. In Sardinië kennen we de sherry-achtige "Vernaccia di Oristano" en dezelfde naam komt voor bij een rode druivensoort uit Trentino-Alto Adige. En zo bestaat er in het midden van Italië in de regio Marche een rode mousserende "Vernaccia di Serrapetrona". De witte " Vernaccia di San Gimignano" is de bekendste wijn die van de vernaccia wordt gemaakt, mede omdat dit de plaatselijke wijn is van het zeer toeristische stadje in noord Toscane.

## Kenmerken
De wijn ontstijgt zelden het niveau van een alledaagse wijn. De zuurgraad is relatief hoog en de wijn heeft een aromatische neus van voornamelijk citrusvruchten. De wijn van deze druif dient vrijwel altijd jong gedronken te worden, anders verdwijnen de kenmerkende fruitige tonen. Enkele producenten maken kwaliteitswijnen van de Vernaccia die het alledaagse niveau ontstijgen en een aanzienlijk bewaarpotentieel hebben. Een voorbeeld hiervan is de "Carato" van het wijnhuis Montenidoli.

## Synoniemen[2]
- Alba Canina
- Bervedino
- Caccinella
- Caccione
- Caciunella
- Canaiolo Bianco

- Canajola
- Canajolo
- Canajolo Bianco
- Colombano
- Drupeccio
- Dumpeccio

- Tulopeccio
- Uva Vecchia
- Verdea d'Arcetri
- Vernacia
- Vernatsch